# 嚴藝文
嚴藝文（1976年11月10日—）是台湾演员出身的女性導演、編劇。國立臺北藝術大學劇場研究所畢業，活躍於台灣劇場界，爾後陸續參與廣告及戲劇的演出。
2012年以《愛。回來》入圍第47屆金鐘獎戲劇節目女配角獎。2014年以《在河左岸》入圍第49屆金鐘獎戲劇節目女主角獎。2015年以公視人生劇展—《天使的收音機》與公視人生劇展—《母親練習曲》兩部戲劇，同時入圍第50屆金鐘獎迷你劇集／電視電影女主角獎，最終以公視人生劇展—《天使的收音機》榮獲第50屆金鐘獎迷你劇集／電視電影女主角獎。這是嚴藝文3次入圍金鐘後，首度成功敲響金鐘。

## 演出作品

### 電視劇
| 首播 | 頻道               | 劇名                                         | 飾演                        | 性質     |
| 2003 | 大愛               | 《新芽》                                     | 阿雪                        |          |
| 2007 | 客家電視           | 《大將徐傍興》                               | 阿紅姐                      |          |
| 2007 | 民視               | 《面具》                                     | 王招男                      |          |
| 2007 | 八大綜合           | 《終極一家》                                 | 記者                        |          |
| 2008 | 大愛               | 《矽谷阿嬤》                                 | 洪素彩                      |          |
| 2009 | 大愛               | 《幸福的起點》                               | 靜美                        |          |
| 2010 | 大愛               | 《清秀家人》                                 | 李春禪                      |          |
| 2011 | 三立台灣           | 《愛。回來》                                 | 陳香妹                      | 女配角   |
| 2011 | 台視               | 《醉後決定愛上你》                           | 護士                        | 特別演出 |
| 2011 | 大愛               | 《微笑面對》                                 | 張秋芳                      |          |
| 2012 | 壹電視             | 《愛味男女》                                 | 尤品品 (Auntie)             |          |
| 2012 | 三立台灣           | 《阿爸的願望》                               | 周惠好                      |          |
| 2012 | 民視               | 《美人龍湯》                                 | 阿潘                        |          |
| 2012 | 台視               | 《東華春理髮廳》                             | 張倩倩                      |          |
| 2012 | 大愛               | 《明天更美麗》                               | 小凱之母                    | 特別演出 |
| 2012 | 公視               | 《沒有名字的甜點店》                         | 手指先生的媽媽              | 客串     |
| 2013 | 客家電視           | 《在河左岸》                                 | 余樵樵                      | 女主角   |
| 2013 | 三立台灣           | 《含笑食堂》                                 | 按摩師                      | 客串     |
| 2013 | 三立台灣           | 《天下女人心》                               | 張素心                      | 客串     |
| 2014 | 台視               | 《徵婚啟事》                                 | 邱馨芸                      | 客串     |
| 2015 | 客家電視           | 《出境事務所》                               | 淑敏                        | 客串     |
| 2015 | LINETV             | 《舞吧舞吧在一起》                           | 江母                        |          |
| 2015 | 大愛               | 《幸福在我家》                               | 蔡柳珮                      |          |
| 2015 | 中視               | 《金魚媽媽》                                 | 林王秀金                    | 女主角   |
| 2015 | 大愛               | 《望你早歸》                                 | 余燕                        |          |
| 2016 | 三立台灣           | 《紫色大稻埕》                               | 林阿琴                      | 客串     |
| 2016 | 台視               | 《遺憾拼圖》                                 | 盧燕                        | 女配角   |
| 2017 | 公視               | 《魔幻對決》                                 | 譚肇英                      |          |
| 2017 | 公視               | 《城市情歌》                                 | 春蘭                        | 女配角   |
| 2017 | 大愛               | 《我綿一家人》                               | 鄭阿綿                      | 女主角   |
| 2017 | 八大綜合           | 《我的男孩》                                 | 安媽                        | 女配角   |
| 2018 | 公視               | 《你的孩子不是你的孩子- 必須過動》           | 周啟正之母                  |          |
| 2018 | 公視               | 《雙城故事》                                 | 吳靜文                      | 女配角   |
| 2019 | 公視               | 《我們與惡的距離》                           | 醫院院長                    |          |
| 2019 | 華視               | 《俗女養成記》                               | 媒婆\金鳳\病患家屬\學生家長 | 客串     |
| 2019 | 中視               | 《想見你》                                   | 吳瑛嬋                      | 女配角   |
| 2020 | 台視               | 《覆活》                                     | 江怡芬                      |          |
| 2020 | 東森戲劇           | 《姊妹們追吧》                               | 王美慧                      | 客串     |
| 2020 | 公視               | 《我的婆婆怎麼那麼可愛》                     | 按摩客人                    | 客串     |
| 2020 | HBO Asia           | 《戒指流浪記》                               | 捷運乘客                    | 客串     |
| 2021 | 八大戲劇、衛視中文 | 《她們創業的那些鳥事》                       | 花姨                        | 客串     |
| 2021 | 華視               | 《俗女養成記2》                              | 金鳳                        | 客串     |
| 2022 | Disney+、bilibili  | 《正義的算法》                               | 高亮                        | 特別演出 |
| 2022 | 公視、friDay影音   | 《你的婚姻不是你的婚姻－恭請光臨曾賈府喜事》 | 吳信慈                      | 特別演出 |
| 2023 | 大愛               | 《早點回家》                                 | 嚴老師                      | 特別演出 |
| 2024 | 公視               | 《不夠善良的我們》                           |                             | 特別演出 |
| 2024 | Netflix            | 《影后》                                     | 房務員/投影明星照           | 特別演出 |
| 2025 | Netflix            | 《忘了我記得》                               | 旅行團奧客                  | 特別演出 |
| 2025 | MyVideo            | 《喝酒吧！笨蛋》                             | Linda                       | 客串     |

### 電影
| 年份     | 片名                                           | 飾演       | 導演   |
| 上映電影 |                                                |            |        |
| 2010     | 那些年，我們一起追的女孩                       |            |        |
| 2011     | 雞排英雄                                       | 邱滿妹     |        |
| 2018     | 小玩意                                         |            | 王洪飛 |
| 2018     | 生生                                           | 以安       | 安邦   |
| 2019     | 寒單                                           | 春花       | 黃朝亮 |
| 2021     | 愛・殺                                         | 冰姐       | 周美玲 |
| 2023     | 成功補習班                                     | 張正恆母親 | 藍正龍 |
| 電視電影 |                                                |            |        |
| 2006     | 公視人生劇展- 寫字魔法                         | 吳綺雯     |        |
| 2009     | 公視學生劇展- 我愛耳邊風（页面存档备份，存于） | 阿鳳       | 鄭皓詮 |
| 2015     | 公視人生劇展- 天使的收音機                     | 玥雯       |        |
| 2015     | 公視人生劇展- 母親練習曲                       | 黃如秀     | 陳巧薇 |
| 2022     | 公視新創電影- 有了？！                         |            | 潘客印 |

### 舞台劇
- 全民大劇團《當岳母刺字時，媳婦是不贊成的》《瘋狂偶像劇》《小三與小王》、《致這該死的愛》
- 如果兒童劇團《依卡寶藏大冒險》、《隱形熊貓之女生無敵》、《豬探長秘密檔案之通通不准動》、《東方夜譚》、《1234567》、 《雲豹森林》等
- 表演工作坊《寶島一村》、《亂民全講~校園版》
- 屏風表演班《六義幫》、《徵婚啟事》、《京戲啟示錄~典藏版》
- 以及參與莎士比亞的妹妹們的劇團 、大風親子音樂劇場、俳遊場劇團 、瘋狂劇團 、有戲製作館、玉米雞兒童劇團、低調劇團等演出

## 執導作品

#### 導演、編劇
- 2019年 華視《俗女養成記》
- 2021年 華視《俗女養成記2》
- 2024年 Netflix《影后》

#### 導演
- 如果兒童劇團《爺爺的旅行》[8]、《東方夜譚》

## 主持節目

#### 綜藝實境節目
- 2022年 《老少女奇遇記》楊貴媚、鍾欣凌、嚴藝文主持。（桂田文化藝術基金會出品、用力拍電影有限公司製作）（2022年7月）
- 2024年 《老少女奇遇記2》楊貴媚、鍾欣凌、嚴藝文主持。（桂田文化藝術基金會出品、麗群影視製作有限公司製作）（2024年11月）

## 廣告
| 年份   | 廣告                             |
| 2012年 | 《樂亦康健康食品》               |
| 2012年 | 《客家好愛你》                   |
| 2011年 | 《奇摩購物-主管與OL篇/購物袋篇》 |
| 2011年 | 《維力直線拉麵-直爽篇》          |
| 2010年 | 《櫻花熱水器-安檢迷人篇》        |
| 2010年 | 《蠻牛都是牛篇》                 |
| 2010年 | 《遠傳電信-家用190篇》           |
| 2010年 | 《客家特色商品展》               |
| 2009年 | 《客家好親近》                   |
| 2009年 | 《台北市電影委員會協拍》         |
| 2009年 | 《台新銀行玫瑰卡-女人勇氣篇》    |
| 2009年 | 《麥當勞甜心卡-約會篇》          |
| 2009年 | 《維力炸醬沙茶-秘訣篇》          |
| 2009年 | 《遠傳電信-007篇》               |
| 2009年 | 《固定醫院醫生確保醫療品質》     |
| 2008年 | 《樂亦康》                       |
| 2008年 | 《遠傳電信 HOME BBB 895 篇》     |

## 表演專業課程
- 台灣playground練習生表演課
- 電影《大稻埕》演員訓練
- 台灣電競聯盟
- 藝人表演課：陳予新、強辯樂團、丁噹、MP魔幻力量、張婧、林逸欣
- 八大娛樂線
- EXPG PROFESSIONAL GYM
- 吉本興業

## 獎項紀錄
| 年份   | 頒獎典禮         | 獎項                       | 作品                          | 角色   | 結果 |
| ------ | ---------------- | -------------------------- | ----------------------------- | ------ | ---- |
| 2012年 | 第47屆金鐘獎     | 戲劇節目女配角獎           | 《愛回來》                    | 陳香妹 | 提名 |
| 2014年 | 第49屆金鐘獎     | 戲劇節目女主角獎           | 《在河左岸》                  | 余樵樵 | 提名 |
| 2015年 | 第50屆金鐘獎     | 迷你劇集／電視電影女主角獎 | 公視人生劇展—《母親練習曲》   | 黃如秀 | 提名 |
| 2015年 | 第50屆金鐘獎     | 迷你劇集／電視電影女主角獎 | 公視人生劇展—《天使的收音機》 | 玥雯   | 獲獎 |
| 2016年 | 第51屆金鐘獎     | 迷你劇集／電視電影女配角獎 | 《傻瓜與睡美人》              | 蘇莉雯 | 提名 |
| 2018年 | 第53屆金鐘獎     | 戲劇節目女主角獎           | 《我綿一家人》                | 鄭阿綿 | 提名 |
| 2020年 | 第55屆金鐘獎     | 迷你劇集／電視電影導演獎   | 《俗女養成記》                | 不適用 | 提名 |
| 2020年 | 第55屆金鐘獎     | 迷你劇集／電視電影編劇獎   | 《俗女養成記》                | 不適用 | 提名 |
| 2021年 | 第23屆台北電影獎 | 最佳女配角獎               | 《愛．殺》                    | 冰姐   | 提名 |
| 2022年 | 亞洲內容大獎     | 最佳導演                   | 《俗女養成記2》               | 不適用 | 提名 |
| 2022年 | 第57屆金鐘獎     | 戲劇節目導演獎             | 《俗女養成記2》               | 不適用 | 提名 |
| 2022年 | 第57屆金鐘獎     | 戲劇節目編劇獎             | 《俗女養成記2》               | 不適用 | 獲獎 |
| 2023年 | 第58屆金鐘獎     | 益智及實境節目主持人獎     | 《老少女奇遇記》              | 不適用 | 提名 |

## 外部連結
- 嚴藝文的Facebook專頁
- 嚴藝文的Instagram帳戶
- 嚴藝文在香港影庫上的簡介
- 嚴藝文的新浪微博